# Donald Judd
Pour les articles homonymes, voir Judd (homonymie).

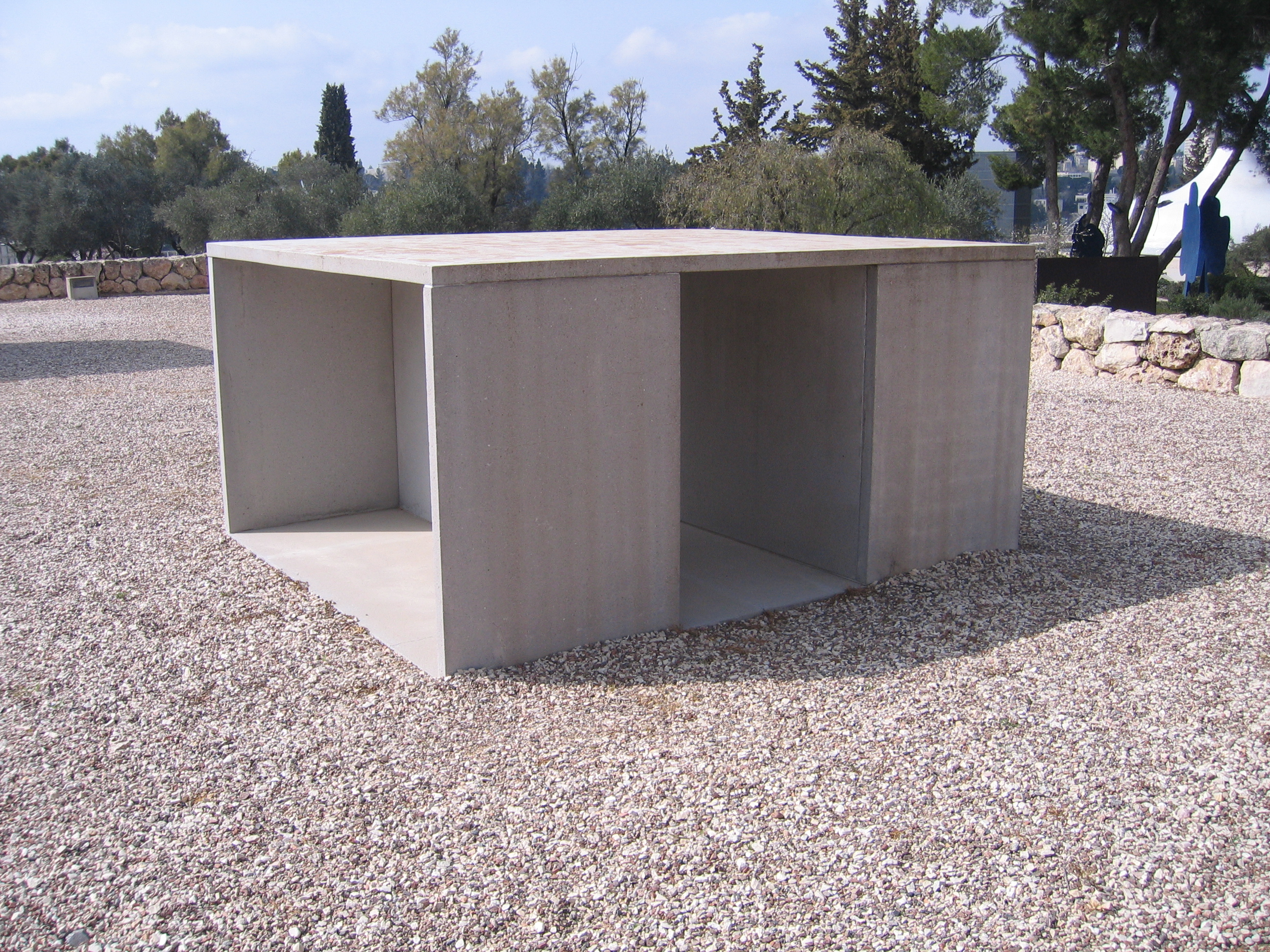
Untitled (1991) de Donald Judd, Jérusalem, Musée d'Israël

Donald Clarence Judd est un artiste plasticien et théoricien américain, né à Excelsior Springs (Missouri) le 3 juin 1928 et mort à New York le 12 février 1994. Avec Robert Morris, il est l'un des principaux représentants du minimalisme en sculpture. Ses recherches l'amènent à abandonner la peinture pour la création d'œuvres tridimensionnelles fondées sur des formes simples.

## Biographie
Il est né le 3 juin 1928 à Excelsior Springs, dans le Missouri, aux États-Unis. Après avoir servi dans l'armée, en Corée, en 1946-1947, Donald Judd entreprend en 1948 des études de philosophie au Collège de William et Mary à Williamsburg (Virginie) et les poursuit à l'Université Columbia de New York. En 1953, il obtient son diplôme de philosophie après des études qui portent essentiellement sur l'Empirisme et le Pragmatisme et s'oriente ensuite vers une maîtrise d'histoire de l'art sous la direction de Rudolf Wittkower et Meyer Schapiro, qui le fait participer à son séminaire sur Jackson Pollock. Parallèlement, il suit les cours du soir de l'Art Students League et gagne sa vie en contribuant comme critique d'art, entre 1959 et 1965, à d'importants magazines d'art américains tels que ARTnews, Arts Magazine et Art International, adoptant d'emblée un style direct, convaincant, parfois polémique.
Judd commence à peindre des toiles influencées par la grande tradition américaine de l'Expressionnisme abstrait et obtient sa première exposition personnelle à la Galerie Panoras à New York en 1957. Mais les tableaux peints ne le satisfont plus comme mode d'expression, et il s'oriente vers des constructions où la matérialité est au cœur du vocabulaire artistique, utilisant des matériaux modestes comme du métal, du contreplaqué, du ciment et du plexiglas de couleur, qui allaient devenir sa marque de fabrique pendant toute sa carrière, et des formes simples, souvent répétées, pour explorer l'espace et l'utilisation de l'espace.
En 1964, Donald Judd épouse la danseuse Julie Finch, dont il divorce ultérieurement, et dont il a deux enfants : un fils Flavin Starbuck Judd (né en 1968) et une fille Rainer Yingling Judd (née en 1970). En 1965, il publie Specific Objects, qui va devenir un des manifestes fondateurs de l'art minimaliste,,. Dans ce texte, il affirme sa volonté de créer des « objets spécifiques » en trois dimensions, banissant, ce qui est désormais à ses yeux de l'illusionnisme spatial, mais aussi toute référence anthropomorphique et subjective, et tout effet de composition. En 1968, le Whitney Museum of American Art présente une rétrospective de son travail sans inclure aucune des peintures de ses débuts.
La même année, Judd fait l'acquisition d'un immeuble de cinq étages à New York, qui lui permet d'installer son travail de manière plus permanente que dans des galeries ou des musées. Progressivement, il souhaitera des installations permanentes pour son travail et pour celui de quelques contemporains, estimant que les expositions temporaires, conçues par des conservateurs pour des visiteurs, placent l'art lui-même à l'arrière-plan et, en définitive, le dégradent par incompétence ou incompréhension. Ceci devait devenir pour lui une préoccupation centrale, son intérêt pour les installations permanentes grandissant parallèlement à son dégoût pour le monde de l'art.
Tout au long des années 1970 et 1980, il produit des œuvres radicales qui remettent en cause les idéaux de la sculpture occidentale classique. Judd considère que l'art ne doit pas représenter quoi que ce soit, mais simplement être. Dans les années 1970, il commence à réaliser des installations à la taille d'une pièce, qui interagissent avec l'espace environnant et proposent au spectateur une expérience presque physique. Son esthétique suit ses propres règles strictes pour se prémunir contre l'illusion et la fausseté, et ses œuvres sont claires, fortes et définies. Il aborde également le design et l'architecture.
Au début des années 1970, Judd commence à se rendre chaque année avec sa famille en Basse-Californie (Mexique) où il est frappé par le désert ; il conservera durant toute sa vie un lien très fort avec cette terre. En 1971, il loue une maison à Marfa (Texas), où il vient se ressourcer et oublier la vie trépidante du monde de l'art new-yorkais. C'est le point de départ de l'acquisition de plusieurs bâtiments et d'un ranch de 243 km2, qu'il fait presque tous restaurer avec soin. Il s'installe définitivement à Marfa à partir de 1972. Ces propriétés, tout comme son immeuble à New York, sont entretenus par la Fondation Judd (Judd Foundation), après sa mort.
En 1976, Donald Judd a été professeur invité au Oberlin College en Ohio. À partir de 1983, il a donné des conférences sur l'art et sur son rapport avec l'architecture dans diverses universités aux États-Unis, en Europe et en Asie.
En 1979, avec l'aide de la Dia Art Foundation de New York, il fait l'acquisition d'un morceau de désert de 1,4 km2 près de Marfa, comprenant les vestiges d'un complexe abandonné de l'armée américaine, le Fort D.A. Russell. Le site est transformé en centre d'art contemporain dédié à Judd et à quelques contemporains qu'il apprécie. L'installation est sobre : pas de climatisation, pas d'installation électrique, pas de cafetaria. L'artiste veut prendre le contre-pied d'institutions muséales qui semblent, à ses yeux, servir moins l'art que de constituer des « symboles parfaits de la culture des nouveaux riches ». Le lieu est confié à la Fondation Chinati (Chinati Foundation). Il présente des œuvres de grande taille de Judd, John Chamberlain, Dan Flavin, David Rabinowitch, Roni Horn, Ilya et Emilia Kabakov, Richard Long, Carl André, Claes Oldenburg et Coosje Van Bruggen. Les œuvres de Judd qui y sont présentées comprennent 15 installations d'extérieur en béton et 100 pièces en aluminium présentées dans deux baraquements rénovés avec soin.
Judd meurt d'un lymphome à Manhattan en 1994.
En 2006, la Fondation Judd décide de mettre aux enchères environ 35 sculptures de Judd chez Christie's à New York. Le but affiché de la vente est de constituer une dotation pour financer l'exposition permanente des œuvres de Judd au Texas et à New York. Les 25 millions de dollars récoltés permettront à la fondation de remplir sa mission ; dans son testament, Judd avait indiqué que « les œuvres d'art que je possède à la date de mon décès et qui sont installées au 101 Spring Street à New York ou à Marfa (Texas) seront préservées in situ. »

## Œuvre
Lorsqu'il s'aperçoit qu'il ne pourra jamais faire des tableaux qui ne représenteraient qu'une surface signifiante, sans profondeur, à moins d'en passer par la peinture monochrome, Donald Judd choisit de s'intéresser à l'élaboration d'œuvres qui ne seraient ni de la peinture ni de la sculpture : des volumes géométriques en trois dimensions, aux couleurs industrielles, des « objets spécifiques » (titre de son essai fondateur de 1965), entités tautologiquement réduites à la matière et au volume pur, qui ne proposent ni temps ni espace au-delà d'eux-mêmes, et dans lesquelles il n'est plus question de modelage, de taille ou d'élagage qui ont trop d'effets anthropomorphiques.
Dans son texte Specific Objects (De quelques objets spécifiques), Donald Judd écrit: « Les trois dimensions sont l'espace réel. Cela élimine le problème de l'illusionnisme et de l'espace littéral, de l'espace qui entoure ou est contenu dans les signes et les couleurs - ce qui veut dire qu'on est débarrassé de l'un des vestiges les plus marquants, et les plus critiquables, légués par l'art européen ». Dans un entretien avec Lucy Lippard, il indique également : « La qualité essentielle des formes géométriques vient de ce qu'elles ne sont pas organiques, à la différence de toute autre forme dite artistique ».
Souvent, l'œuvre est constituée de volumes qui s'agencent selon des progressions mathématiques au code parfaitement impartial lui permettant d'échapper à l'expressif. La suite de Fibonacci que l'artiste invite à suivre au niveau des espaces vides comme des espaces pleins, amène à balayer l'œuvre du regard : de gauche à droite et de droite à gauche, dans une lecture totalement dirigée qui impose de ne pas s'attacher à un centre ou à une zone particulière de l'ensemble. L'œuvre est un tout : «...all I'm interested in is having a work interesting to me as a whole. I don't think there's any way you can juggle a composition that would make it more interesting in terms of the parts. ».
Devant une autre série d'œuvres : ses Stacks composés de parallélépipèdes accrochés régulièrement en hauteur sur un mur, l'espace entre chaque module est égal à sa propre épaisseur et leur nombre (de 6 à 10) dépend de la hauteur du mur, ce qui intègre l'œuvre à chaque nouvelle exposition, dans la réalité de son lieu. En position critique par rapport à l'objet/tableau accroché à une cimaise, l'œuvre est placée en saillie sur le mur et dans son développement, se joue des catégories peinture/sculpture, plans/volumes, vide/plein, verticalité/horizontalité. Le fait que la « pile » ait l'air d'une colonne sans socle lui donne aussi un statut particulier dans l'histoire de l'art sculptural. Le regard qu'on lui porte s'effectue dans un aller et retour du sol au plafond et nous amène à constater les effets pervers - mais réels ici - de la perspective puisque tous les éléments parallélépipédiques, bien qu'ils soient parfaitement identiques, sont en réalité perçus comme s'ils avaient des formes différentes.
Donald Judd est très attentif à la présentation de ses œuvres. Pour cela, il achète en 1973, des bâtiments (à Marfa dans le Texas) qui lui permettent une expérimentation in situ de ses œuvres.
D'artiste, Donald Judd devient ainsi un des théoriciens de l'art minimaliste, même s'il rejetait ce terme, comme il rejetait celui de sculpture, préférant parler d'objets spécifiques et de boîtes colorées.

## Œuvres
- Progression bleue, 1975, aluminium anodisé bleu, 23 × 175 × 13 cm, Musée d'art de Toulon.

## Publications
- (en)Specific Objects, Arts Yearbook 8, 1965
- Écrits 1963-1990, Daniel Lelond Éditeur, Paris, 1991.
- (en) Complete Writings, 1975-1986, Eindhoven, Van Abbemuseum, 1986

### Ressources externes
- Ressources relatives aux beaux-arts :   - Art Institute of Chicago
  - Art UK
  - Artists of the World Online
  - Bénézit
  - British Museum
  - Collection de peintures de l'État de Bavière
  - Delarge
  - Galerie nationale de Finlande
  - Grove Art Online
  - Kunstindeks Danmark
  - Musée d'art Nelson-Atkins
  - Musée des beaux-arts du Canada
  - Musée national centre d'art Reina Sofía
  - Musée national du Victoria
  - Musée Städel
  - Museum of Modern Art
  - National Gallery of Art
  - RKDartists
  - Smithsonian American Art Museum
  - Tate
  - Union List of Artist Names
- Ressource relative à la musique :   - Discogs
- Notices dans des dictionnaires ou encyclopédies généralistes :   - American National Biography
  - Britannica
  - Brockhaus
  - Den Store Danske Encyklopædi
  - Deutsche Biographie
  - Enciclopedia De Agostini
  - Enciclopédia Itaú Cultural
  - Gran Enciclopèdia Catalana
  - Handbook of Texas Online
  - Hrvatska Enciklopedija
  - Internetowa encyklopedia PWN
  - Nationalencyklopedin
  - Munzinger
  - Proleksis enciklopedija
  - Store norske leksikon
  - Treccani
  - Universalis
  - Visuotinė lietuvių enciklopedija
- Notices d'autorité :   - VIAF
  - ISNI
  - BnF (données)
  - IdRef
  - LCCN
  - GND
  - Japon
  - CiNii
  - Espagne
  - Pays-Bas
  - Pologne
  - Israël
  - NUKAT
  - Catalogne
  - Suède
  - Canada
  - Australie
  - Norvège
  - WorldCat